# Poynor Township
Poynor Township est un ancien township, situé dans le comté de Ripley, dans le Missouri, aux États-Unis,.
Le township est fondé en 1920 et baptisé en référence à la communauté de Poynor (en).